# André Wilmart
Dom André Wilmart O.S.B. (1876 – 21 de abril de 1941, Paris) foi um medievalista e liturgista beneditino francês, que passou a maior parte de sua carreira na Abadia de São Miguel, Farnborough. Ele foi um dos principais especialistas em espiritualidade medieval nas décadas entre as Guerras Mundiais. Estudou na Universidade de Paris e no seminário de Saint-Sulpice em Issy. Após uma prolongada estadia na Abadia de Solesmes, decidiu tornar-se monge, fazendo a profissão em 1901. Pouco depois de sua entrada em Solesmes, os monges partiram para a Inglaterra devido ao conflito em curso entre a Igreja Católica e o governo da Terceira República. Wilmart foi ordenado sacerdote em 1906. Logo depois ele foi enviado para Farnborough, que foi sua casa pelo resto da vida. Além do trabalho acadêmico de Wilmart, ele conheceu e foi influenciado por intelectuais públicos católicos como Charles Péguy e Barão von Hügel.
A obra mais significativa de Wilmart é Auteurs spirituels et textes dévots du moyen âge latin (Paris: Bloud et Gay, 1932, reeditado por Brepols, 1971), que continua a ser um importante manual sobre o tema. Entre outras descobertas, é responsável pela recuperação das obras de João de Fécamp. Foi escolhido para editar um catálogo da coleção de manuscritos Reginensis na Biblioteca do Vaticano (os manuscritos da Rainha Cristina da Suécia), que se tornou o seu principal projeto na década de 1930. Ele foi membro correspondente da Academia Medieval da América desde 1928. Foi autor de mais de 375 livros e artigos; uma bibliografia completa foi publicada em um livro separado.